# رجاء الله السلمي
رجاء الله السلمي إعلامي وكاتب سعودي ولد عام 1973م. يشغل منصب وكيل وزارة الرياضة المكلف في السعودية من يونيو 2021، وشغل قبل ذلك عدداً من المناصب في قطاع الرياضة من أبرزها منصب وكيل الهيئة العامة للرياضة لشؤون الإعلام والعلاقات، ومنصب الأمين العام للاتحاد العربي لكرة القدم الذي شغله منذ ديسمبر2017م.

## التعليم
- حاصل على دكتوراه في الأدب الرقمي التفاعلي من جامعة الملك عبدالعزيز عام 2018.[4]
- حاصل على ماجستير في الآداب والعلوم الإنسانية عام 2010.[5]

## العمل والمناصب
- مساعد وزير الرياضة لشؤون الإعلام والعلاقات المكلف من يونيو 2021.[1]
- وكيل شؤون الشباب في الهيئة العامة للرياضة من ديسمبر 2017.[6]
- الأمين العام للاتحاد العربي لكرة القدم منذ ديسمبر2017.
- رئيس مجلس إدارة الاتحاد السعودي للإعلام الرياضي من ديسمبر 2017.[7]
- عين مديراً عاماً للمكتب الرئيسي لرعاية الشباب بمنطقة الرياض بالمرتبة الرابعة عشرة بالرئاسة العامة لرعاية الشباب في إبريل 2015.[8][9]
- عمل مديراً للإعلام والنشر في الرئاسة العامة لرعاية الشباب.[10]
- عمل أستاذاً لمهارات الاتصال بكلية الإعلام والاتصال في جامعة الملك عبد العزيز.[11]
- عمل مقدماً للبرامج الرياضية الحوارية عبر قنوات إي آر تي ثم التلفزيون السعودي.
- رأس اللجنة الإعلامية في دورة كأس الخليج العربي 22 عام 2014.[12]
- عمل كاتباً في صحيفة عكاظ بين عامي 2001 و2010.[13]
- عمل صحفياً متعاوناً مع صحيفة عكاظ بين عامي 1996 و1998.
- عمل مذيعاً متعاوناً مع إذاعة جدة، والتلفزيون السعودي بين عامي 1998 و2004.
- بدأ مشواره المهني معلماً ثم رائداً للنشاط المدرسي، ثم تدرج في التعليم حتى أصبح مديراً لإدارة الإعلام التربوي ومتحدثاً رسمياً لتعليم جدة.[14]

## الجوائز
- حصل على جائزة زاهد قدسي عام 2005.[15][16]
- حصل على جائزة الوسام الآسيوي للصحافة عام 2016.
- حصل على المركز الثاني في مسابقة أفضل 10 روّاد متميزين في قطاع إدارة الأندية الرياضية السعودية التي نظمتها مجلة الرجل عام 2018.[17]